# Йосип Племель
Йосип Племель (* 11 грудня 1873, м. Град-на-Блед, Словенія, Австро-Угорщина — † 22 травня 1967, Любляна, Словенія, Югославія) — відомий математик, академік Словенської Академії наук, професор Чернівецького університету (1907-1917)

## Біографія
Народився в незаможній родині столяра.
Початкову освіту здобув в рідному селищі, середню — в Любляні (1886-1894), де за чотири роки навчання опанував всю шкільну програму з математики. Виявив схильність до викладання, готував інших учнів до випускних іспитів, хоча був набагато молодший за тих, кого навчав. З п'ятого року навчання він почав вивчати математику «вищого» рівня. Окрім математики, Йосип цікавився іншими природничими науками, особливо астрономією. Вже у середній школі він вивчав механіку небесних тіл як теоретично, так і практично, проводячи багато вечорів за спостереженням зірок і планет. .

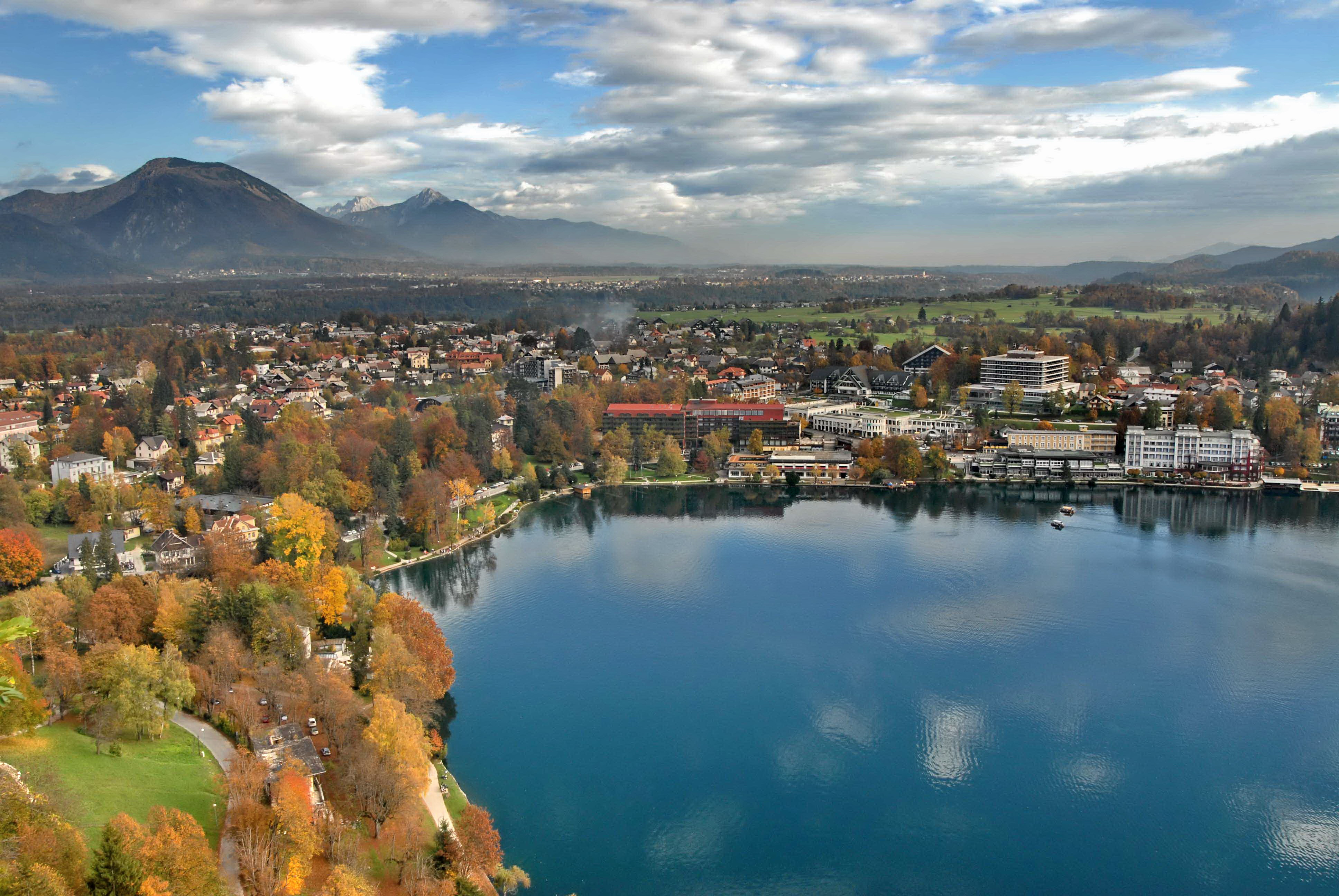
Блед — батьківщина Йосипа Племеля

У 1894 році Племель склав випускні іспити за середню школу й вступив на факультет природничих наук Віденського університету для вивчення трьох улюблених шкільних предметів — математики, фізики й астрономії. Йому поталанило вчитися у відомих лекторів: Густава фон Ешеріха, Леопольда Бернарда Гегенбауера, Франца Мертена, Людвіга Больцмана та Едмунда Вейса.
Племель займався науковими дослідженнями під керівництвом Ешеріха й у травні 1898 року захистив докторську дисертацію під назвою «Про лінійні однорідні диференціальні рівняння з постійними періодичними коефіцієнтами».
Після присвоєння докторського ступеня, Племель виїхав до Німеччини, де продовжив навчання в Берліні (1899-1900), а потім у Геттінгені (1900-1901).
У квітні 1902 року його призначено приват-доцентом Віденського університету, а з 1906 року — доцентом Віденського технічного університету.
В 1907 році Племель був призначений ад'юнкт-професором Чернівецького університету (на той час — Чернівецького університету імені Франца Йосифа), а в 1908 році — професором математики.
З 1912 по 1913 рік він обіймав посаду декана філософського факультету Чернівецького університету.
З приходом Й. Племеля в Чернівецький університет розвиток математичної науки в ньому значно пожвавився. У ці роки Племель був зарубіжним членом Німецького математичного товариства, користувався авторитетом серед математичної спільноти Австрії, зробив вагомий внесок у розвиток математичної освіти й науки на Буковині. За його наукові розробки в галузі інтегральних рівнянь й теорії потенціалу, що були підсумовані та опубліковані в 1911 році, Племеля визнано гідним нагороди Принца Яблоновські (1911), а у 1912 році — нагороди Річарда Ліебена. Остання нагорода присуджена вченому у Відні: «… за видатні праці в галузі математики і прикладної математики, написані австрійськими математиками за останні три роки».
У 1917 році через політичні переконання Племеля уряд Австрії змусив його залишити Чернівці, і він перебрався на північ, у Богемію (Моравська).
Після закінчення Першої світової війни «клаптикова» Австро-Угорська імперія розпалася на декілька національних держав, Герцогство Буковина відійшло від Австрії, Чернівці стали румунським містом.

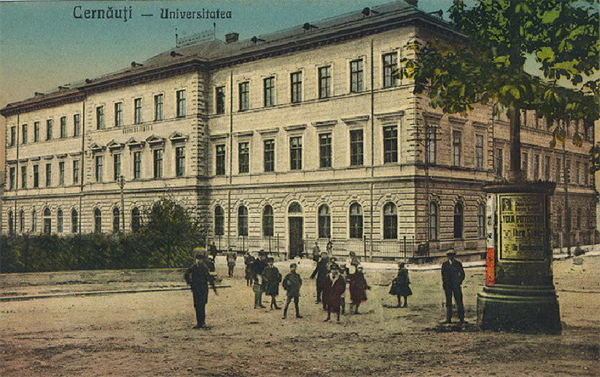
Корпус Чернівецького університету (~ 1900), в якому працював Йосип Племель

Королівство сербів, хорватів і словен (яке в 1929 році стало Югославією) було утворено 1 грудня 1918 року.
Уряд Словенії утворив комісію для розгляду питання про відкриття університету в Любляні як Словенського і Йосипа Племеля було призначено її членом.
Фактично Люблінський університет було засновано у 1595 році, але створення Словенського університету був важливим кроком на шляху до незалежності Словенії.
Люблянський університет повторно відкрився як Словенський у 1919 році, і Племель став його першим ректором. У цьому ж році Його також призначили на посаду професора математики факультету гуманітарних і математичних наук.
Племель вийшов на пенсію в 1957 році 83-річним і помер у Любляні 22 травня 1967 року (на 94 році життя). Його поховано у рідному місті Блед, де знаходиться будинок, який він заповів Спілці математиків, фізиків і астрономів Словенії. Сьогодні в ньому є меморіальна кімната одного із найвідоміших математиків Словенії.

## Науково-педагогічні досягнення
Бібліографія вченого включає 33 роботи, 30 з яких — наукові праці, що публікувалися в тому числі і в журналах, таких як: «Monatshefte fuer Mathematik und Physik», «Sitzungsberichte der kaiserlichen Akademie der Wissenschaften» у Відні, «Jahresbericht der deutschen Mathematikervereinigung», «Gesellschaft deutscher Naturforscher und Aerzte» у Вергандлунгені, «Bulletin des Sciences Mathematiques», «Obzornik za matematiko in fiziko» і"«Publications mathematiques de l'Universite de Belgrade».
Племель автор підручників «Теорія аналітичних функцій», «Диференціальні й інтегральні рівняння. Теорія і застосування» та «Алгебра і теорія чисел».

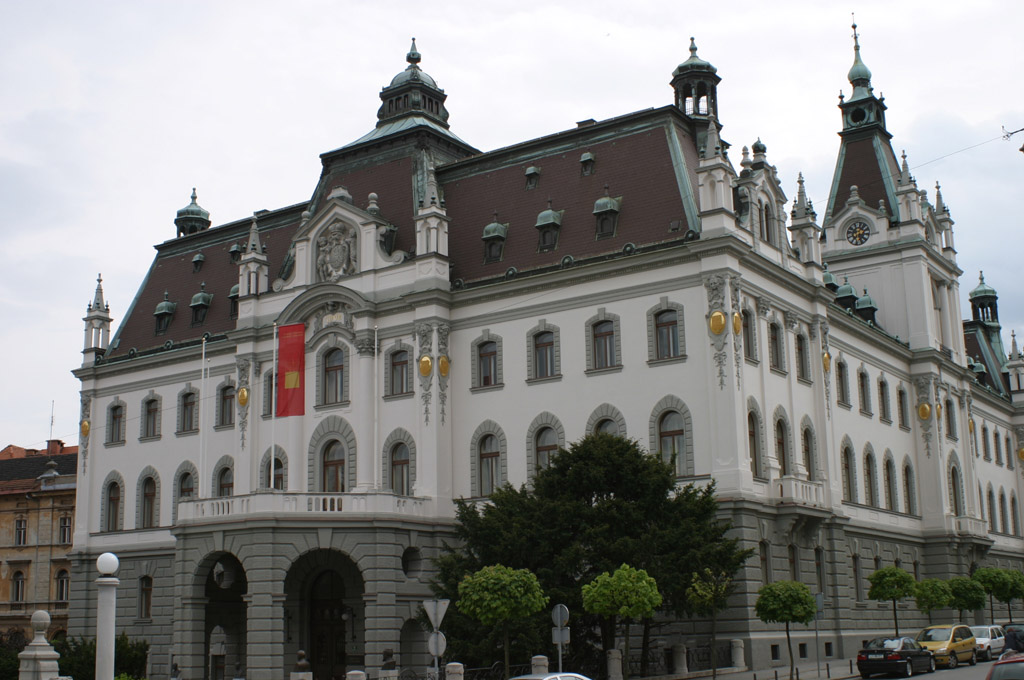
Будинок Люблянського університету, в якому Йосип Племель викладав 40 років

## Нагороди
Племель отримав нагороду Наукового товариства принца Яблоновські в Лейпцизі (1911), а в 1912 році — нагороду Річарда Лібена Віденського університету
Йосипа Племеля було обрано членом-кореспондентом JAZU в Загребі(Хорватія) у 1923 році, членом-кореспондентом SANU в Белграді у 1930 році й дійсним членом SAZU з часу її утворення у 1938 році.
У 1954 року він одержав найвищу нагороду за дослідження в Словенії — Presernova nagrada Prize і в цьому ж році був обраний членом-кореспондентом Баварської Академії наук у Мюнхені.
У 1963 році Люблянський університет присвоїв йому звання почесного доктора з нагоди 90-річчя.
Племель був першим викладачем математики у Словенському університеті і в 1949 році став першим почесним членом ZDMFAJ (Югославська спілка математиків, фізиків й астрономів).
11 грудня 2013 року в Чернівцях було достойно відзначено 140-ліття від дня народження
Йосипа Племеля — професора Чернівецького та Словенського університетів.